# Referéndum constitucional de Sierra Leona de 1978
Un referéndum constitucional se llevó a cabo en Sierra Leona el 12 de julio de 1978 para la aprobación de una nueva constitución, que suplantara a la de 1971 y convirtiera al país en un estado unipartidista dominado por el Congreso de Todo el Pueblo como único partido legal. La constitución había sido aprobada en mayo por el parlamento. El proyecto fue aprobado por el 97.15% de los votantes, en un proceso electoral que fue calificado como "totalmente fraudulento" por la oposición.

## Resultados
| Elección                           | Votos     | %     |
| ---------------------------------- | --------- | ----- |
| A favor                            | 2.152.460 | 97.15 |
| En contra                          | 63.186    | 2.85  |
| Total                              | 2.215.646 | 100   |
| Votantes registrados/participación | 2.235.004 | 99.13 |
| Fuente: African Elections database |           |       |

## Consecuencias
Después del referéndum, el presidente Siaka Stevens fue reelecto por el parlamento para un nuevo mandato de siete años. La nueva constitución unipartidista establecía la elección directa del presidente, por lo que en las siguientes elecciones, celebradas en 1985, los ciudadanos debían aprobar o rechazar al candidato propuesto por el partido. 14 de los 15 parlamentarios del Partido Popular de Sierra Leona se unieron al Congreso de Todo el Pueblo tras el referéndum.
Un referéndum en 1991 derogó la Constitución de 1978, y devolvió al país el sistema multipartidista.